# ويليام فرنسيس بيلي
ويليام فرنسيس بيلي (بالإنجليزية: William Francis Bailey)‏ هو محامي وسياسي أمريكي، ولد في 20 يونيو 1842، وتوفي في 5 أبريل 1915. حزبياً، نشط في الحزب الديمقراطي.